# Aphidius eadyi
Aphidius eadyi är en stekelart som beskrevs av Stary, Gonzalez och Hall 1980. Aphidius eadyi ingår i släktet Aphidius och familjen bracksteklar. Arten är reproducerande i Sverige. Inga underarter finns listade i Catalogue of Life.